# What's Bin Did and What's Bin Hid
| 전문가 평가                   | 전문가 평가 |
| 평가 점수                     | 평가 점수   |
| 출처                          | 점수        |
| ----------------------------- | ----------- |
| Allmusic                      | 3.5/별      |
| Allmusic                      | 3.5/별      |
| Encyclopedia of Popular Music | [ 1 ]       |
| Record Mirror                 | [ 2 ]       |

《What's Bin Did and What's Bin Hid》는 스코틀랜드의 음악가 도노반의 데뷔 음반이다. 이 음반은 1965년 5월 14일, 그의 19살 생일 이후 4일 동안 영국에서 파이 레코드 (카탈로그 번호 NPL 18117)를 통해 발매되었다. 테리 케네디, 피터 이든, 제프 스티븐스가 음반을 제작했다. 이 음반은 1965년 6월, 히코리 레코드에서 《Catch the Wind》으로 미국에서 발매되었다. 히코리 레코드는 도노반의 데뷔 싱글 타이틀과 일치하도록 타이틀을 변경했다.

## 배경
1964년 말, 피터 이든과 제프 스티븐스는 도노반에게 영국의 파이 레코드와 음반 계약을 제안했다. 도노반은 영국 주변에서 공연을 했고 음반 계약을 하기 전에 영국 포크계에 잘 알려져 있었다. 그의 1964년 데모 테이프 (2004년 《Sixty Four》로 발매된)는 우디 거스리와 밥 딜런 둘 다와 매우 흡사하다는 것을 보여준다. 《What's Bin Did and What's Bin Hid》가 눈에 띄는 것은 그의 스타일과 비전이 거스리, 딜런과 크게 엇갈리기 시작한 시점에서 도노반을 포착했다는 점이다.
음악은 주로 도노반이 노래하고 하모니카와 통기타를 연주하는 것으로 구성되어 있다. 그는 여전히 우디 거스리의 스타일을 일부 보여주었고, 여기서 거스리의 〈Riding in My Car〉(여기 〈Car Car〉)를 다룬다. 《What's Bin Did and What's Bin Hid》는 또한 영국 포크 (〈Tangerine Puppet〉)와 재즈(〈Cuttin' Out〉)를 포함하고 있다.
도노반은 이 음반을 위해 〈Catch the Wind〉를 재녹음했고, 이 음반은 1965년 3월 12일, 영국에서 데뷔 싱글로 발매되었다.
음반에 수록된 다른 음악가로는 베이스의 브라이언 록킹, 드럼의 스킵 앨런 (동년 말 프리티 씽즈에 합류), 카주의 집시 데이브 등이 있다.

## 곡 목록
| #  | 제목                   | 작사·작곡         | 재생 시간 |
| -- | ---------------------- | ----------------- | --------- |
| 1. | 〈Josie〉              | 도노반 리치       | 3:28      |
| 2. | 〈Catch the Wind〉     | 리치              | 2:56      |
| 3. | 〈Remember the Alamo〉 | 제인 보어스       | 3:04      |
| 4. | 〈Cuttin' Out〉        | 리치              | 2:19      |
| 5. | 〈Car Car〉            | 우디 거스리       | 1:31      |
| 6. | 〈Keep on Truckin'〉   | 민요, 리치 (편곡) | 1:50      |

| #  | 제목                                        | 작사·작곡                                              | 재생 시간 |
| -- | ------------------------------------------- | ------------------------------------------------------ | --------- |
| 1. | 〈Goldwatch Blues〉                         | 믹 소프트리                                            | 2:33      |
| 2. | 〈To Sing for You〉                         | 리치                                                   | 2:45      |
| 3. | 〈You're Gonna Need Somebody on Your Bond〉 | 민요, 리치 (편곡)                                      | 4:04      |
| 4. | 〈Tangerine Puppet〉                        | 리치                                                   | 1:51      |
| 5. | 〈Donna Donna〉                             | 아론 제이틀린, 샬롬 세쿤다, 아서 S 케베스, 테디 슈워츠 | 2:56      |
| 6. | 〈Ramblin' Boy〉                            | 리치                                                   | 2:33      |